# Occhio di Horo

Disegno dell'occhio di Horo

L'Occhio di Horus è nella religione egizia il simbolo di protezione, della prosperità, del potere regale e della buona salute, ed è personificato dalla dea Wadjet (o Wedjat, Uadjet, Wedjoyet, Edjo o Uto). In seguito al sincretismo tra Horus e Ra nella divinità di Ra-Harakhti, l'Occhio di Horus viene associato all'Occhio di Ra, di cui diventa sinonimo, nonostante in origine i due occhi facessero riferimento a rappresentazioni grafiche ben distinte.

## Lingua egizia

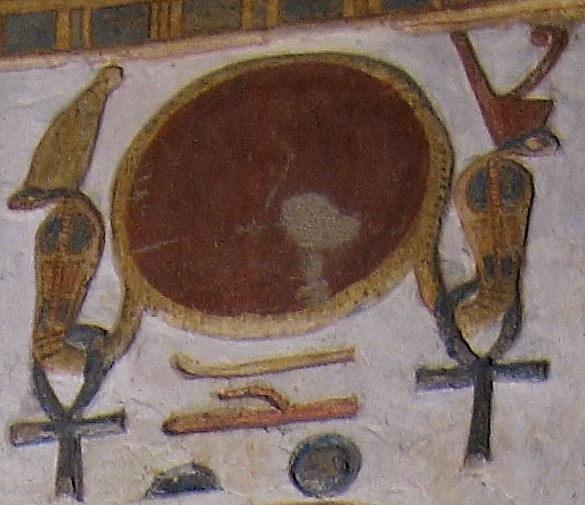
Rappresentazione dell'Occhio di Ra propriamente inteso

Nella lingua egizia il geroglifico 
| w | U28 | A | t | D10 |

wḏȝ - udjat ha il significato di "preservare" o "protezione".

## Mito
Secondo la mitologia egizia, Horus volle vendicare l'uccisione del padre Osiride, perpetrata dal fratello di quest'ultimo, Seth, ma nello scontro con lo zio perse l'occhio sinistro, che si divise in sei parti.
In una forma più recente del mito, l'occhio di Ra, smarrito per una ragione non nota, sarebbe stato lo scopo di una ricerca affidata a Shu e Tefnet. A causa del protrarsi nel tempo di tale ricerca il dio del sole si sarebbe provvisto di un nuovo occhio che al ritorno del rivale non volle cedergli il suo precedente ruolo. Allora Ra avrebbe trasformato l'occhio in un serpente posto sulla sua fronte, l'ureo.

## Amuleto

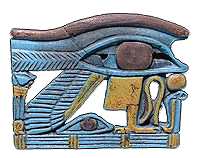
Amuleto udjat.

L'amuleto ebbe grande importanza e diffusione nella civiltà e venne posto, di regola, all'interno dei bendaggi che avvolgevano il corpo del defunto, oltre che su rilievi, incisioni e papiri, in quanto simbolo di rigenerazione. Graficamente è costituito da un occhio sovrastato dal sopracciglio e sotto da una spirale, per alcuni il tratto residuo del piumaggio del falco, animale del quale Horus prende le sembianze, ma anche evoluzione dei segni di lacrime.
L'amuleto era portato da uomini, divinità o animali sacri; poteva essere dipinto sulle navi come segno apotropaico, sui fianchi dei sarcofagi affinché il defunto potesse vedere nell'aldilà o sui muri come difesa dai ladri.

## Aritmetica

L'occhio di Horo come unità di misura.

Nella matematica egizia le parti costituenti l'udjat servivano a scrivere le frazioni, aventi il numero 64 come denominatore comune.
Nella vita quotidiana, era usato come "traduzione grafica delle unità di misura dei cereali": ciascuna parte aveva un valore di frazione dell'intero, così come di rappresentazione dei sensi umani. Nello specifico:
- la parte verso il naso rappresentava la frazione 1⁄2 e l'olfatto (il naso);
- la pupilla rappresentava la frazione 1⁄4 e la vista (la luce);
- il sopracciglio rappresentava la frazione 1⁄8 e il pensiero (la mente);
- la parte verso l'orecchio rappresentava la frazione 1⁄16 e l'udito (l'orecchio);
- la coda curva rappresentava la frazione 1⁄32 e il gusto (il germoglio del frumento);
- il piede rappresentava la frazione 1⁄64 e il tatto (il piede che tocca terra).

Sommando le varie parti si ha un totale di 63⁄64: si riteneva che il restante 1⁄64 fosse stato aggiunto dal dio Thot, sotto forma di poteri magici.
| D11 |

| D11 |

| D12 |

| D12 |

| D13 |

| D13 |

| D14 |

| D14 |

| D15 |

| D15 |

| D16 |

| D16 |